# Шахап
Шахап (арм. Շաղափ) — село в Араратской области Армении. Основано в 1873 году.

## География
Село расположено в восточной части марза, в долине реки Шахап, при автодороге , на расстоянии 35 километров к юго-востоку от города Арташат, административного центра области. Абсолютная высота — 1300 метров над уровнем моря.
Климат
Климат характеризуется как семиаридный (BSk в классификации климатов Кёппена). Среднегодовая температура воздуха составляет 10,1 °C. Средняя температура самого холодного месяца (января) составляет −3,6 °С, самого жаркого месяца (июля) — 22,8 °С. Расчётная многолетняя норма атмосферных осадков — 330 мм. Наибольшее количество осадков выпадает в мае (59 мм).

## Население
По данным «Сборника сведений о Кавказе» за 1880 год в селе Шагаплю Эриванского уезда по сведениям 1873 года было 55 дворов и проживало 437 азербайджанцев (указаны как «татары»), которые были шиитами.
По данным Кавказского календаря на 1912 год, в селе Шагаплу Эриванского уезда проживало 843 человек, в основном азербайджанцев, указанных как «татары».
| Год переписи | Население          | Население          | Население          | Население            | Население            | Население            |
| Год переписи | Наличное население | Наличное население | Наличное население | Постоянное население | Постоянное население | Постоянное население |
| Год переписи | Всего              | Мужчины            | Женщины            | Всего                | Мужчины              | Женщины              |
| ------------ | ------------------ | ------------------ | ------------------ | -------------------- | -------------------- | -------------------- |
| 2001         | 803                | 380                | 423                | 899                  | 432                  | 467                  |
| 2011         | 803                | 405                | 398                | 913                  | 465                  | 448                  |

| Год  | Численность | Численность |
| ---- | ----------- | ----------- |
| 1873 | 437         | [ 11 ]      |
| 1897 | 853         | [ 11 ]      |
| 1926 | 253         | [ 11 ]      |
| 1939 | 493         | [ 11 ]      |
| 1959 | 657         | [ 11 ]      |
| 1970 | 725         | [ 11 ]      |
| 1979 | 681         | [ 11 ]      |
| 1989 | 750         | [ 12 ]      |
| 2001 | 899         | [ 11 ]      |
| 2004 | 900         | [ 11 ]      |
| 2011 | 913         | [ 13 ]      |